# Juan González-Barba Pera
Juan González-Barba Pera (Sevilla, 1966) es un diplomático y escritor español. Fue embajador de España en Croacia (2022-2025).

## Carrera diplomática
Mientras cursaba Derecho en la Universidad de Sevilla, su profesor de Derecho Internacional, Juan Antonio Carrillo Salcedo despertó su vocación por la diplomacia, y poco después ingresó en la carrera diplomática.
Ha estado destinado en las embajadas de España en Sudáfrica, Grecia, la Representación Permanente ante la Unión Europea e Israel.
Ha sido embajador en Sudán, Sudán del Sur y Eritrea (2012-2015); Azerbaiyán, Turquía y Georgia (2018-2020).
En los servicios centrales del Ministerio ha sido Subdirector General para Acción Cultural Exterior (2000-2001), director general para el Magreb, Mediterráneo y Oriente Próximo (2010-2011), representante de España en el Grupo Internacional de Apoyo a Siria (2016) y Secretario de Estado para la Unión Europea (2020-2021). 
El 29 de marzo de 2022 fue nombrado embajador de España en Croacia.El 23 de enero de 2025 se anunció en algunos medios de comunicación su cese inminente como embajador en Croacia, a causa de un artículo publicado en defensa de la proyección exterior de la Monarquía parlamentaria, que no gustó al ministro José Manuel Albares. El cese se produjo finalmente, tras el Consejo de Ministros, celebrado el 6 de mayo de 2025.

## Publicaciones
Ha publicado tres novelas: 
- El corresponsal en Oriente Medio (2010)
- Y la luna tocó el mar bajo Sevilla (2018)
- Seguiriyas sudanesas (2022).

Y diversos artículos sobre política exterior y europea en El País, El Confidencial, El Español, El Mundo y las revistas Política Exterior y Cuenta y Razón.